# Cugny
Cugny es una comuna francesa, situada en el departamento de Aisne, de la región de Alta Francia.

## Demografía
| 469 | 434 | 387 | 407 | 501 | 503 | 557 | 595 |
| Para los censos de 1962 a 1999 la población legal corresponde a la población sin duplicidades (Fuente: INSEE [Consultar]) |     |     |     |     |     |     |     |